# Штайн-Нойкирх
Штайн-Нойкирх (нем. Stein-Neukirch) — община в Германии, в земле Рейнланд-Пфальц. 
Входит в состав района Вестервальд. Подчиняется управлению Реннерод.  Население составляет 416 человек (на 31 декабря 2010 года). Занимает площадь 7,15 км².